# ハンズフリー・マイクロフォン

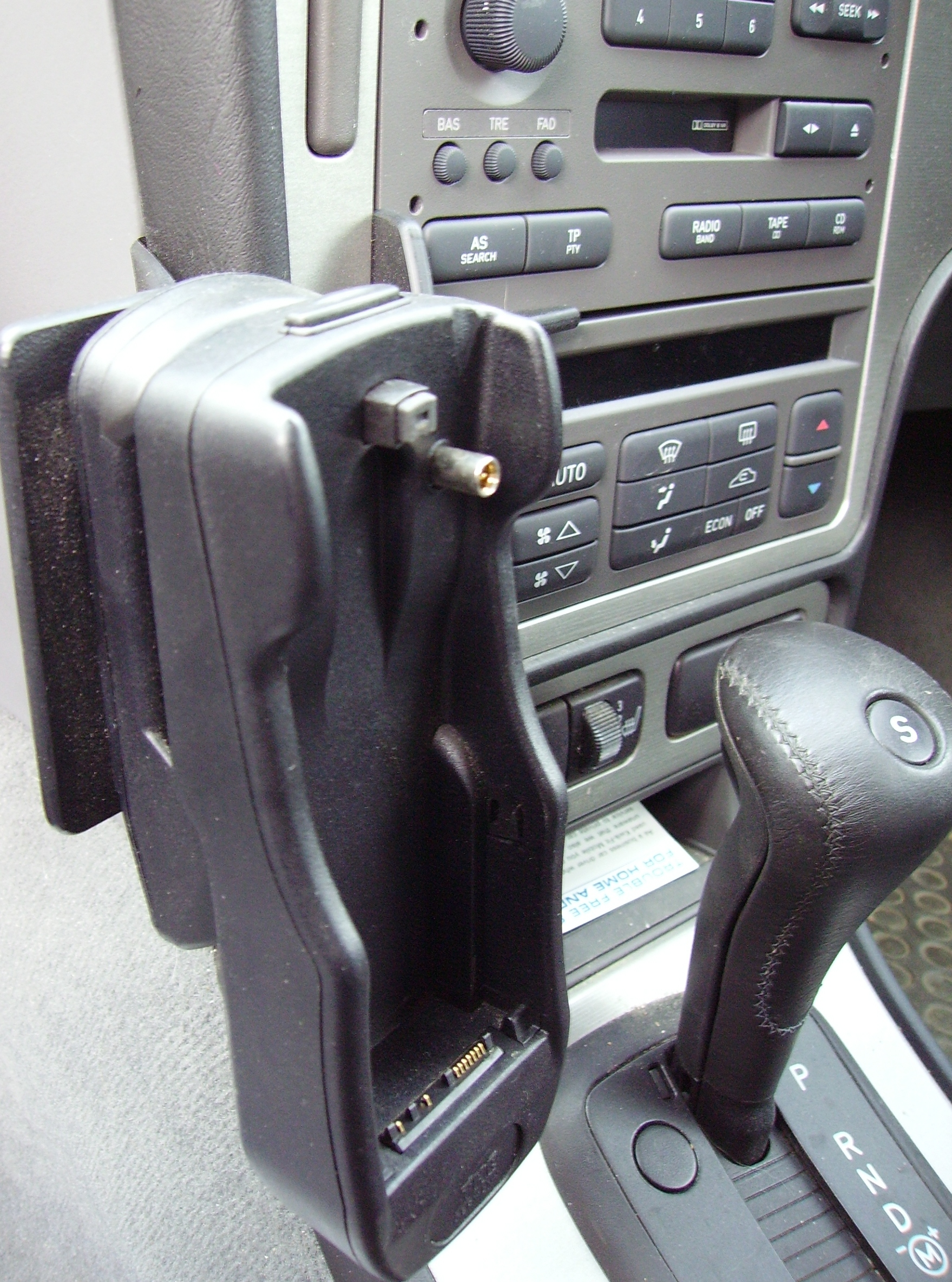
サーブ9-5車内のハンズフリー機器

ハンズフリー（英: handsfree）もしくはハンズフリー・マイクロフォン（英: handsfree microphone）とは、送受話器を手に持つことなく通話を行うことができるように設計された通信機のこと。ハンドフリーと言う人もいるが、英語ではhand（手）の複数形であるhandsを用いている（健常者の手は2本あるため）。

## 概要
概念的には、手で保持することなく（ハンズフリー）、通話を行える送受話器（及び関連機器の組み合わせ）である。
主な形態としては次のものがある。
ハンズフリー通話
固定電話または携帯電話・PHSなどの電話機において、電話機本体に内蔵されたマイクとスピーカーを用いて、そのままハンズフリーで通話が可能となる機能。
ハンズフリー・マイクロフォン
前述の電話機に、外付けのヘッドセット（ヘッドフォンに小型のマイクロフォン（マイク）を付属させたもの）やイヤホンマイク（耳掛け型）などの送受話器を接続して、ハンズフリーで通話を行う。
車載型ハンズフリー
自動車に於いては、カーオーディオを介して車内に取り付けられたマイクとスピーカーで会話するシステムが普及している。

## 形状
ヘッドセットまたはイヤホンマイクでは受話部があり、多くは周囲の音が聞き取り易いよう片耳のみである。車載型ではマイクがサンバイザーに取り付けられたり、メーカー標準の機種では天井に埋め込まれているものも見られる。なおスピーカはカーオーディオと共用であり、オーディオユニットが通常のラジオ・音楽と電話の切替を行う他、ハウリングが起きないよう制御している。

## 用途
使用により両手が自由になるため、電話をしながらメモを取ったり、パソコンの操作ができるなど利便性が向上する。
2004年に施行された道路交通法によって、自動車運転中に携帯電話・PHSの本体を持って通話することが違法になったことからハンズフリー・マイクロフォンは本格的な普及期を迎えた。
ただし、運転中に使用した場合、シドニー大学の調査報告では携帯電話未使用時と比較した場合の事故リスクが3.8倍に増大するとのことである。また集中力の散漫という点においては、携帯電話等を直接手に持って通話した場合と差はそれほどないという報告もある（こちらはシドニー大学の調査報告では4.7倍になる。）。また警察の見解としてハンズフリーの使用は推奨されたものではなく、運転中は通話を行わないよう呼びかけている。
同種の機器でコールセンターや電話交換手が使用しているもの、あるいはパソコンで使用するものもあるが、こちらは単にヘッドセットと呼ばれる事が多く、ハンズフリー（・マイクロフォン）と呼ばれる事は少ない。